# ريتشارد كوزينز
ريتشارد كوزينز (بالإنجليزية: Richard Cousins)‏ هو كبير الإداريين التنفيذيين ورائد أعمال بريطاني، ولد في 29 مارس 1959 في ليدز في المملكة المتحدة، وتوفي في 31 ديسمبر 2017 في Cowan, New South Wales ‏ في أستراليا.